# 4045 Lowengrub
4045 Lowengrub eller 1953 RG är en asteroid i huvudbältet, som upptäcktes 9 september 1953 av Indiana Asteroid Program vid Indiana University Bloomington med Goethe Link Observatory. Asteroiden har fått sitt namn efter Morton Lowengrub.
Asteroiden har en diameter på ungefär 32 kilometer.